# Бондаревский (хутор)
Бо́ндаревский — хутор в Ипатовском районе (городском округе) Ставропольского края Российской Федерации.

## Географическое положение
Расстояние до краевого центра: 110 км. Расстояние до районного центра: 6 км.

## История
С начала 1930-х годов хозяйства, расположенные в населённых пунктах Бондаревский, Винодельный, Водный и Кочержинский, были присоединены к колхозу им. Шейко.
Согласно спискам за 1926, 1939, 1953, 1957, 1966 и 1970 годы хутор Бондаревский в административном отношении входил в состав Виноделенского (Ипатовского) сельсовета.
До 1 мая 2017 года находился в составе городского поселения Ипатово.

## Население
| 1989 | 2002 | 2010 | 2014 | 2023 |
| ---- | ---- | ---- | ---- | ---- |
| 331  | ↗470 | ↘455 | ↘400 | ↗603 |

По данным переписи 2002 года, 99 % населения — русские.

## Связь и телекоммуникации
В 2016 году в хуторе введена в эксплуатацию точка доступа к сети Интернет (передача данных осуществляется посредством волоконно-оптической линии связи).